# Refugio County
Refugio County är ett administrativt område i delstaten Texas, USA, med 7 383 invånare (2010). Den administrativa huvudorten (county seat) är Refugio. 

## Geografi
Enligt United States Census Bureau har countyt en total area på 2 121 km². 1 994 km² av den arean är land och 127 km² är vatten.

### Angränsande countyn
- Victoria County - norr
- Calhoun County - nordost
- Aransas County - sydost
- San Patricio County - söder
- Bee County - väster
- Goliad County - nordväst

### Orter
- Austwell
- Bayside
- Refugio (huvudort)
- Tivoli
- Woodsboro